# Hockey sur gazon aux Jeux olympiques d'été de 1960
Navigation
Melbourne 1956 Tokyo 1964
Résultats de l'épreuve masculine de Hockey sur gazon lors des Jeux olympiques d'été de 1960 à Rome.
| Médaille | Joueurs | Équipe   |
| Or       | Abdul Rashid, Bashir Ahmed, Mansoor Hussain Atif, Ghulam Rasul, Anwar Ahmad Khan, Habib Ali Kiddi, Abdul Waheed, Nasir Ahmad, Noor Alam, Abdul Hamid, Mutih Ullah, Mushtaq Ahmad, Munir Ahmad Dar, Khurshid Aslam         | Pakistan |
| Argent   | Shankar Laxman, Prithipal Singh, Sharma Jaman Lal, Udham Singh, Leslie Walter Claudius, Joseph Antic, Mohinder Lal, Joginder Singh, Victor John Peter, Jaswant Singh, Charanjit Singh, Raghbir Singh Bhola, Govind Sawant | Inde     |
| Bronze   | Pedro Amat, Francisco Caballer, José Colomer, Juan Calzado, Carlos del Coso, Eduardo Dualde, José Dinarés, Joaquín Dualde, Rafael Egusquiza, Pedro Murúa, Ignacio Macaya, Luis Usoz, Pedro Roig, Narciso Ventalló         | Espagne  |